# Jozef Pribilinec
Jozef Pribilinec (Kremnica, distrito de Žiar nad Hronom, 6 de junho de 1960) é um ex-atleta eslovaco que representou a Checoslováquia durante a sua carreira de praticante de marcha atlética.
Na sua prova preferida, os 20 quilómetros marcha, foi campeão europeu em 1986 e ganhou duas medalhas de prata nos Campeonatos Mundiais de Helsínquia 1983 e de Roma 1987. Na mesma distância, sagrou-se campeão olímpico nos Jogos Olímpicos de 1988, em Seul.
A marca de 1:19:30 h, realizada em Bergen, Noruega, no dia 24 de setembro de 1983, constitui o seu recorde pessoal nos 20 km marcha e foi obtida na prova em que ganhou a edição daquele ano da Taça do Mundo de Marcha Atlética. Este registo constituiu na altura um novo recorde mundial e só viria a ser batido, quatro anos mais tarde, pelo mexicano Carlos Mercenario.
Depois da desintegração da Checoslováquia, ainda representou a Eslováquia nos Campeonatos Mundiais de Estugarda 1993, onde não fez melhor do que a 17ª posição.